# Gregorio de Elvira
Gregorio de Elvira (segunda mitad del siglo IV), obispo, teólogo y exegeta, santo y Padre de la Iglesia hispanorromano. Fue obispo de Ilíberis, cerca de la actual Granada.

## Biografía

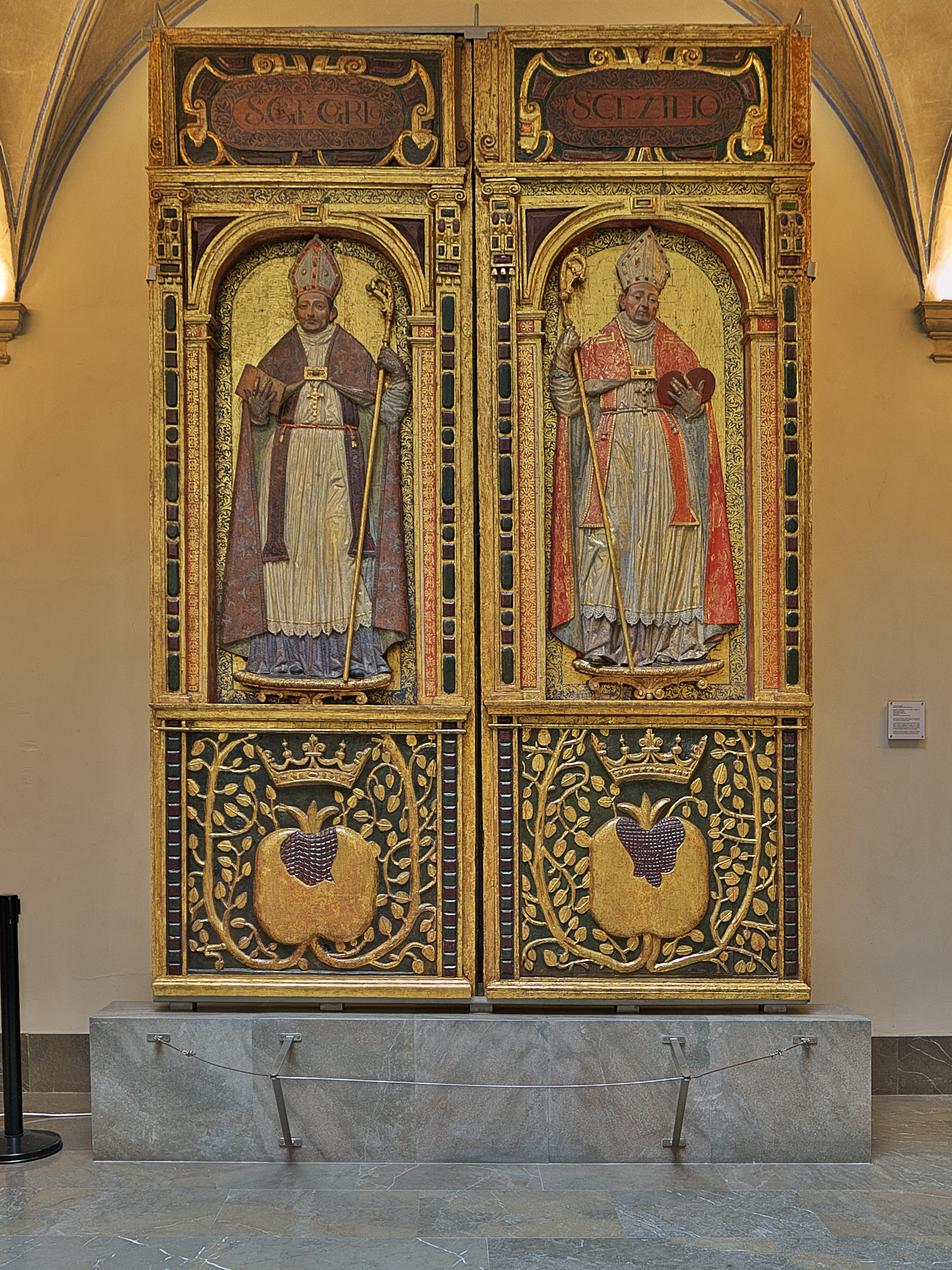
San Gregorio y San Cecilio, Granada

Este santo, llamado también Gregorio Bético, es citado con elogio Eusebio Vercelense, san Jerónimo y otros, los cuales dicen que se había enfrentado a Osio por haber comunicado con Alsacio, Ursacio y Valente.  
Después de muerto Osio, este prelado asistió en el 359 al concilio de Rímini, al cual concurrieron también otros obispos españoles, manifestando igual firmeza contra los arrianos, con los cuales no quiso comunicar. No se sabe de cierto si San Gregorio sufrió persecución por parte de los ministros imperiales que tenían orden de desterrar a los que no firmasen la fórmula del concilio pues se opina que fue cierta su oposición a la fórmula. Sin embargo, aun sabiendo que entre los opuestos hubo algunos de quienes no se hizo caso, ya por la falta de fama, ya por su escaso número, no se puede decir que todos fueran perseguidos y desterrados. Algunos han creído que san Gregorio había seguido los errores de los luciferianos pero otros autores demuestran con pruebas lo equivocado de tal suposición.
Se demuestra, sin embargo, la santidad de Gregorio y su culto antiquísimo que se ve en varios martirologios, honrándose su memoria en España desde el siglo VII como consta de San Isidoro, que le llama Santo. No se sabe con certeza el año de su muerte pero se cree que aún vivía en 392 y que llegó hasta la última senectud.

## Obras
Entre sus obras destacan un tratado sobre la fe, otro sobre el Cantar de los cantares, y sobre el arca de Noé. Usa un lenguaje sencillo, se esmera en preparar sus sermones, hallar un sentido espiritual. Predicar es un deber, un acto de caridad. Tiene una gran preocupación por preservar la fe del error. Casi todos los sermones explican textos del Antiguo Testamento, le dedica mayor atención porque presenta mayor dificultad. Otra razón es que en el Evangelio no aparece nada que no aparezca en el Antiguo Testamento, en la ley y en los profetas. La sombra no existe sin el cuerpo, tampoco Cristo sin la Ley, ni esta sin Cristo.